# Chiesa della Natività della Beata Vergine Maria (Albinea)
La chiesa della Natività della Beata Vergine Maria e di San Prospero, meglio nota come pieve di Albinea o chiesa di Albinea, è un edificio religioso sito in via Chiesa ad Albinea, in provincia di Reggio Emilia. La chiesa è sede della parrocchia omonima del vicariato di Puianello della diocesi di Reggio Emilia-Guastalla.

## Storia

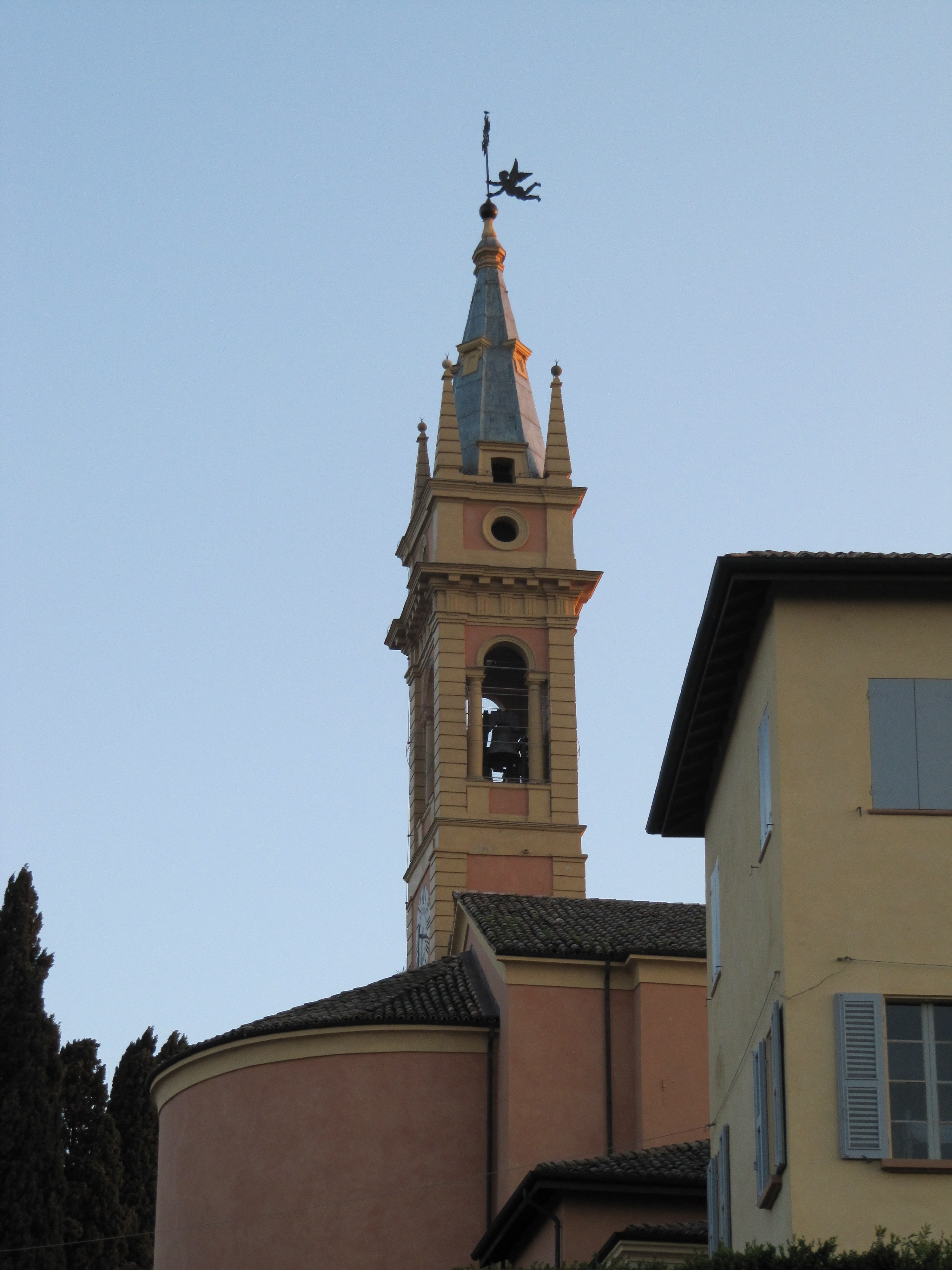
Particolare della torre campanaria riedificata dopo il terremoto del 1832

La pieve risulta in un documento del 980 dell'imperatore Ottone II come Curtem de Albinea cum plebe. Probabilmente la chiesa era all'epoca racchiusa dalle mura del vicino castello di Albinea poiché, nel 1244 il vescovo di Reggio Fogliani, sfuggito dalle mira dei ghibellini della città, pone qui la sua residenza. Da un diploma del 1170 la chiesa risulta intitolata a santa Maria e a san Prospero. Nel 1562 la pieve, rovinata dai conflitti, venne restaurata. Nel 1672 venne innalzata la torre campanaria che crollò in seguito ad un terremoto nel 1832 ed in seguito venne ricostruita. Nella prima parte del Settecento la chiesa viene ricostruita a croce latina e consacrata nel 1737. nel 1883 la chiesa venne ulteriormente restaurata. Tra il 1908 ed il 1935 vengono realizzate le decorazioni delle cappelle. Le pavimentazioni del coro e del presbiterio sono del 1832

## Descrizione
La chiesa è orientata liturgicamente e la facciata presenta un avamportico. Al suo interno si trovano due statue lignee di San Biagio e San Prospero risalenti al Cinquecento e alcuni quadri cinque-settecenteschi. Tra questi è un Sant'Antonio Abate attribuito a Paolo Emilio Besenzi, forse del 1630 circa.

## La Madonna di Albinea
La popolazione albinetana venerava, agli albori del XVII secolo un piccolo quadro raffigurante la Madonna. Su volontà dell'arciprete Guidotti venne commissionato ad un giovane Correggio un dipinto di maggiori dimensioni che venne mostrato ai fedeli in giubilo il 20 luglio 1520. Dall'altare principale verrà poi tolto per volontà del duca di Modena e Reggio Francesco I d'Este. Nel 1659 il suo successore, il figlio Alfonso IV d'Este, ne farà dono all'arciduca d'Austria, Leopoldo Guglielmo d'Asburgo.